# 阿蘇 (装甲巡洋艦)
| 1 等巡洋艦「阿蘇」。 |                                                                                                 |
| 艦歴                 |                                                                                                 |
| 発注:                |                                                                                                 |
| 起工:                | 1899年3月                                                                                       |
| 進水:                | 1900年6月12日                                                                                   |
| 就役:                | 1902年12月                                                                                      |
| 除籍:                | 1931年4月1日                                                                                    |
| その後:              | 1932年8月8日標的艦として処分                                                                    |
| 性能諸元             |                                                                                                 |
| 排水量:              | 常備：7,726t                                                                                    |
| 全長:                | 135.6m                                                                                          |
| 全幅:                | 17.4m                                                                                           |
| 吃水:                | 6.7m                                                                                            |
| 機関:                | ベルヴィール式石炭専焼缶26基 三段膨張式レシプロ機関2基2軸推進 16,500hp                          |
| 燃料:                | 石炭 1,100t                                                                                     |
| 最大速:              | 22ノット                                                                                        |
| 航続距離:            | 7,000海里（10ノット時）                                                                         |
| 兵員:                | 570名（敷設艦時619名）                                                                          |
| 装甲:                | 水線帯: 100-200mm 主砲塔: 88-170mm 砲廓: 80mm 甲板: 25-50mm                                     |
| 兵装:                | 45口径20.3cm単装速射砲2基 45口径15.2cm単装速射砲8基 7.6cm単装速射砲16基 45.7cm水中魚雷発射管2門 |

「阿蘇」（あそ）は、日本海軍の保有した装甲巡洋艦。日本海軍の正式な類別は 1 等巡洋艦。
元はロシア帝国のバヤーン級装甲巡洋艦1番艦「バヤーン」であり、日露戦争における旅順攻囲戦において沈没（大破着底）。旅順港を占領した日本海軍に捕獲される。
浮揚修理後、日本海軍の軍艦籍編入時に「阿蘇」と改名した。
艦名は阿蘇山に依る。
天皇に奏聞した候補艦名には「熊野」および「生野」があった。

## 艦歴

### 「バヤーン」時代

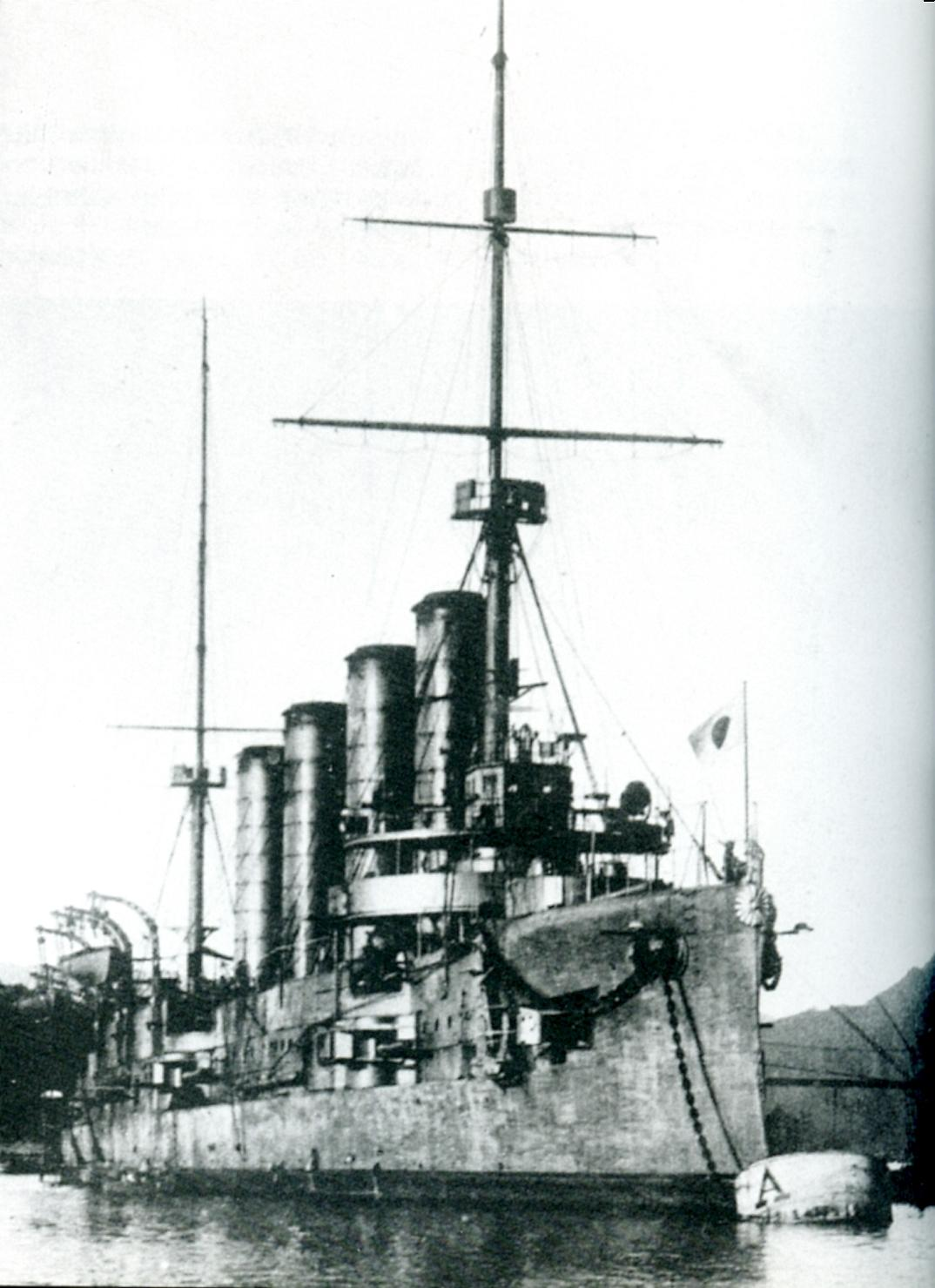
1908年に舞鶴港にて撮影された「阿蘇」。

フランス、ラ・セーヌのフォルジ・エ・シャンティエ・ドゥラ・メディテラネ造船会社で建造。1899年2月、ないし3月起工。1900年6月12日進水。1903年2月ないし4月竣工。
引き渡し後、アテネ、ブリンディジ、ナポリなどを訪れてからクロンシュタットへ向かった。1903年8月7日、極東へ向けて出発。12月2日に戦艦「ツェサレーヴィチ」とともに旅順口に到着した。
1904年1月27日/2月9日未明、戦艦「ペトロパヴロフスク」以下「バヤーン」も含むロシア艦艇が旅順港外に停泊していたところを日本の駆逐隊が襲撃し、戦艦「ツェサレーヴィチ」、「レトヴィザン」と巡洋艦1隻が被雷。次いで同日昼には日本海軍の第一戦隊（三笠、朝日、富士、八島、敷島、初瀬）、第二戦隊（出雲、吾妻、八雲、常盤、磐手）、第三戦隊（笠置、千歳、高砂、吉野）がロシア側と交戦した。この戦闘で「バヤーン」は火薬庫に被弾して火災が起きた。「バヤーン」の被弾数は10発で、人的被害は死者6名負傷者35名であった。
3月10日、駆逐艦「レシーチェリヌイ」と「スチェレグーシチー」が日本の第三駆逐隊（薄雲、東雲、曙、漣）の攻撃を受け、「スチェレグーシチー」は日本側に捕獲された。巡洋艦「ノヴィーク」と「バヤーン」が「スチェレグーシチー」救援に向かい、日本側が「スチェレグーシチー」を曳航しようとしているところに現れて日本の駆逐艦を砲撃したが、日本の第四戦隊（浪速、高千穂、新高）が現れるとロシア側は退避した。
4月12日に裏長山列島の偵察に向かった駆逐艦8隻のうち、「ストラーシヌイ」と「スメールイ」が他艦とはぐれた。そのため2隻は旅順へ向かったが、さらに「スメールイ」ともはぐれた「ストラーシヌイ」は4月13日に日本の駆逐隊（雷、電、朧、曙）と遭遇し攻撃を受けた。駆逐艦の帰還援護のため出撃していた「バヤーン」は砲声を聞き、さらに「スメールイ」から情報を得て現場へと向かい、日本の駆逐隊に対して砲撃を行った。日本の駆逐艦が退避すると「バヤーン」は沈没した「ストラーシヌイ」の生存者5名を救助した。一方日本側は第三戦隊（千歳、高砂、吉野、常磐、浅間）が来て「バヤーン」を攻撃。交戦後、「バヤーン」は撤退した。この戦闘で「バヤーン」は左舷後部に被弾した。「ストラーシヌイ」救援のため戦艦「ペトロパヴロフスク」などが出撃したが、「ペトロパヴロフスク」と戦艦「ポベーダ」が触雷して「ペトロパヴロフスク」は沈没するという結果になった。
6月23日、戦艦「ツェサレーヴィチ」以下「バヤーン」も含むロシア艦隊は出港したが、日本艦隊と遭遇すると引き返した。
7月26日、「バヤーン」は巡洋艦「パルラーダ」、「アスコリド」などとともに大河湾へ向かい、「バヤーン」は日本の第二駆逐隊を攻撃した。日本の第五戦隊と第六戦隊が接近するとロシア側は撤収。その際、「バヤーン」はロシア側を追跡する第五戦隊と交戦した。この出来事の際、日本側では巡洋艦「千代田」が触雷している。
7月27日、「バヤーン」や戦艦「レトヴィザン」などが大河湾へ向かい、日本軍陣地を砲撃。日本の巡洋艦「日進」、「春日」の砲撃を受けるとロシア側は旅順へ退却したが、入港時に「バヤーン」は触雷した。そのため「バヤーン」は8月10日の黄海海戦には参加していない。修理には9月まで要した。
8月、日本軍は砲台を設置して旅順に対する砲撃を開始する。「バヤーン」は10月10日に28cm砲弾4発、10月24日に12cm砲弾2発を受け、機関や舵軸が損傷した。12月5日に203高地の左右の頂上が日本軍に占領されると、そこに観測所を設置した日本軍の砲撃で港内のロシア艦艇は撃沈されていく。12月8日、「バヤーン」は10発被弾。火災が発生し弾薬庫に注水したため、艦首が沈んで水線上の破孔から浸水する。翌日さらに11インチ砲弾11発が命中し、左舷に15度傾いて沈没した。

### 「阿蘇」時代
1905年（明治38年）1月1日、旅順要塞のロシア軍は降伏。一部資料によると、バヤーンはロシア海軍により爆破された。
5月25日、日本海軍は本艦の浮揚作業に着手する。旅順攻囲戦で沈没した戦利艦各艦の中で、最初に浮揚作業に着手した艦艇だったという。
6月24日、浮揚成功。
8月22日、バヤーンは戦利艦として日本艦籍に編入される。軍艦阿蘇と改名。舞鶴鎮守府籍。
阿蘇は戦艦鎮遠に曳航され、駆逐艦霞（護衛）と共に内地へ向かうことになった。8月23日、3隻（阿蘇、鎮遠、霞）は旅順（大連）を出発する。
8月27日附で、1 等巡洋艦に類別。
8月28日、3隻（阿蘇、鎮遠、霞）は舞鶴に到着した。阿蘇は1908年（明治41年）まで改造修理を行う。大修理が必要だったため、横浜沖の凱旋観艦式には参列できなかった。
1909年（明治42年）から1911年（明治44年）まで、練習艦隊で少尉候補生の遠洋航海に従事。阿蘇と宗谷（旧ヴァリャーグ）は練習艦として活躍した。第一次世界大戦中は、日本近海の哨戒に当たる。
同時期、日本海軍は機雷敷設艦に改造予定（高千穂は改造済）の浪速型防護巡洋艦2隻（浪速、高千穂）を相次いで喪失したため、旧式装甲巡洋艦の敷設艦改造に順次着手。「津軽」（大正4年、四号機雷400個）、続いて「阿蘇」（大正6年、五号機雷420個）が改造される。1920年（大正9年）4月1日、艦艇類別等級の改正。3隻（阿蘇、津軽、勝力《新造艦》）は敷設艦に類別変更。主砲塔が撤去される。
1922年（大正11年）のシベリア出兵に際しては、沿海州海域に出動した。
1931年（昭和6年）4月1日、除籍。阿蘇は廃艦第4号と仮称される。日本海軍は敷設艦2隻（阿蘇、常磐）の代艦としてロンドン軍縮条約により新型敷設艦を建造することになり、阿蘇代艦として沖島（2代目）が建造された（沖島は1934年9月27日起工、1935年11月15日進水、1936年9月30日竣工）。

### 沈没
1931年（昭和6年）4月1日、旧式化した軍艦3隻（利根、筑摩、阿蘇）は、それぞれ軍艦および敷設艦より除籍。廃艦第2号（利根）、廃艦3号（筑摩）、廃艦4号（阿蘇）と仮称。本艦は20cm砲および潜水艦魚雷の標的艦として使用されることになり、準備を行う。
1932年（昭和7年）8月7日、横須賀に繋留されていた廃艦4号（阿蘇）は妙高型重巡洋艦4番艦羽黒に曳航されて出港。
8月8日、横須賀および館山等には多数の艦艇が停泊していた。
午前9時頃より、各艦（金剛、妙高、那智、潜水艦部隊）は館山を出動。一方、羽黒は廃艦4号（阿蘇）を東京湾外北緯34度32分 東経139度56分 / 北緯34.533度 東経139.933度附近まで曳航。午後1時以降、演習を開始。第四戦隊第1小隊（妙高、那智）が射撃を行う。砲撃と雷撃による損傷を受け、阿蘇は沈没した。
後日、艦名は雲龍型航空母艦5番艦阿蘇に引き継がれた。

## 艦長
※『日本海軍史』第9巻・第10巻の「将官履歴」及び『官報』に基づく。階級は就任時のもの。
- 石井義太郎 大佐：1907年10月15日 - 1909年10月1日
- 佐藤鉄太郎 大佐：1909年10月1日 - 1910年9月26日
- （兼）笠間直 大佐：1910年12月1日 - 12月17日
- 中島市太郎 大佐：1911年4月1日 - 1912年5月22日
- （兼）広瀬順太郎 大佐：1912年9月27日 - 12月1日
- 榊原忠三郎 大佐：1912年12月1日 - 1913年12月1日
- 小山田仲之丞 大佐：1913年12月1日 - 1915年10月1日
- 有馬純位 大佐：1915年10月1日 - 12月13日
- 桑島省三 中佐：1915年12月13日 - 1916年12月1日
- 花房太郎 大佐：1916年12月1日 - 1917年12月1日
- 大見丙子郎 大佐：1917年12月1日 - 1918年6月1日[66]
- 中川寛 大佐：1918年6月1日[66] - 1918年11月10日[67]
- 井手元治 大佐：1918年11月10日 - 1919年11月20日
- 小泉親治 大佐：1919年11月20日 - 1920年11月20日
- 森本兎久身 大佐：1920年11月20日 - 1922年7月1日[68]
- 七田今朝一 大佐：1922年7月1日 - 11月10日
- 原道太 大佐：不詳 - 1923年7月20日[69]
- 徳田伊之助 大佐：1923年7月20日 - 1924年5月7日
- 高橋三吉 大佐：1924年5月7日 - 11月10日
- 山口延一 大佐：1924年11月10日 - 1925年11月20日
- 畔柳三男三 大佐：1925年11月20日 - 1926年11月15日
- （兼）清宮善高 大佐：1926年12月1日[70] - 1927年1月10日[71]

## ギャラリー

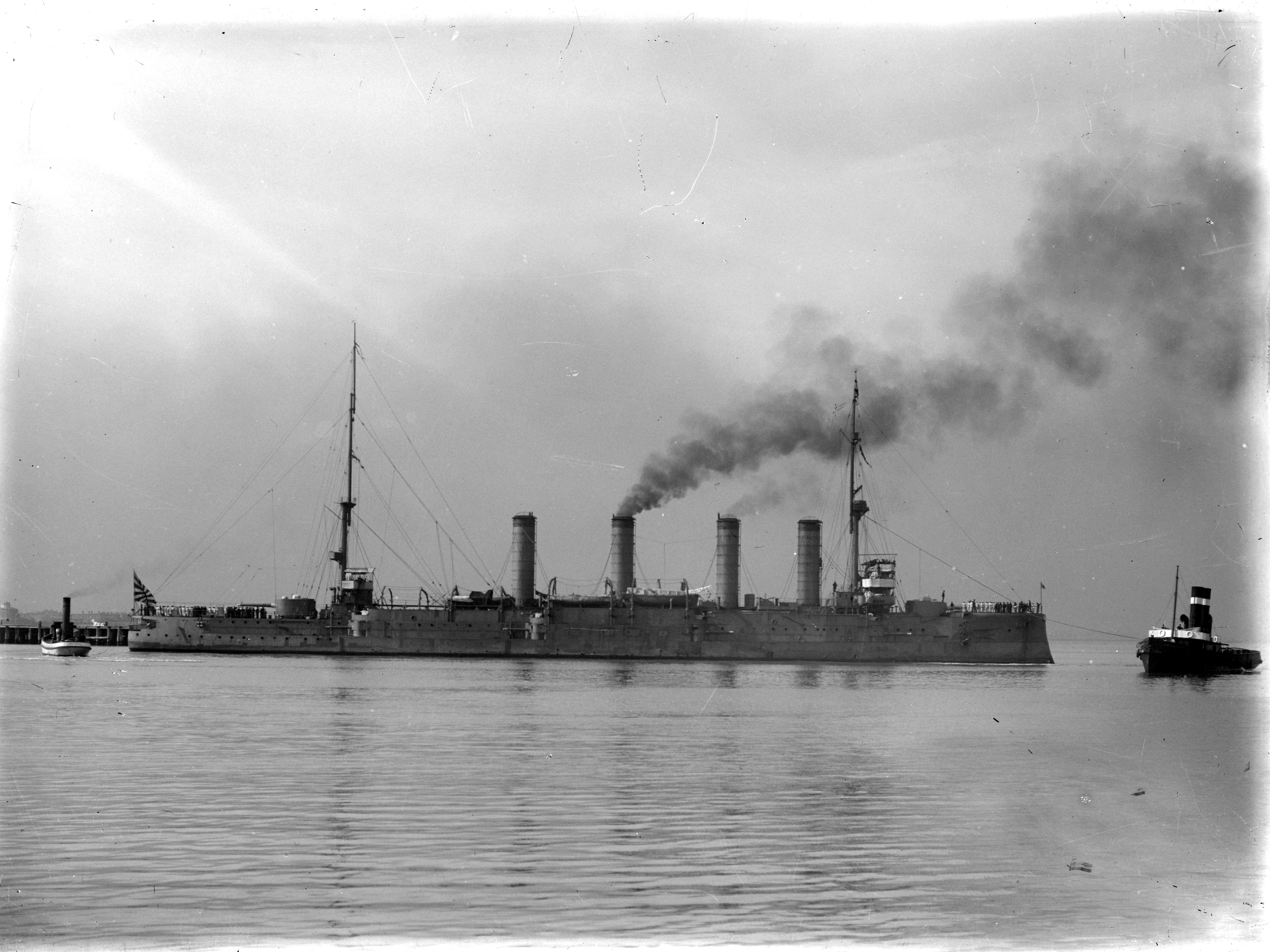
装甲巡洋艦時代の「阿蘇」。
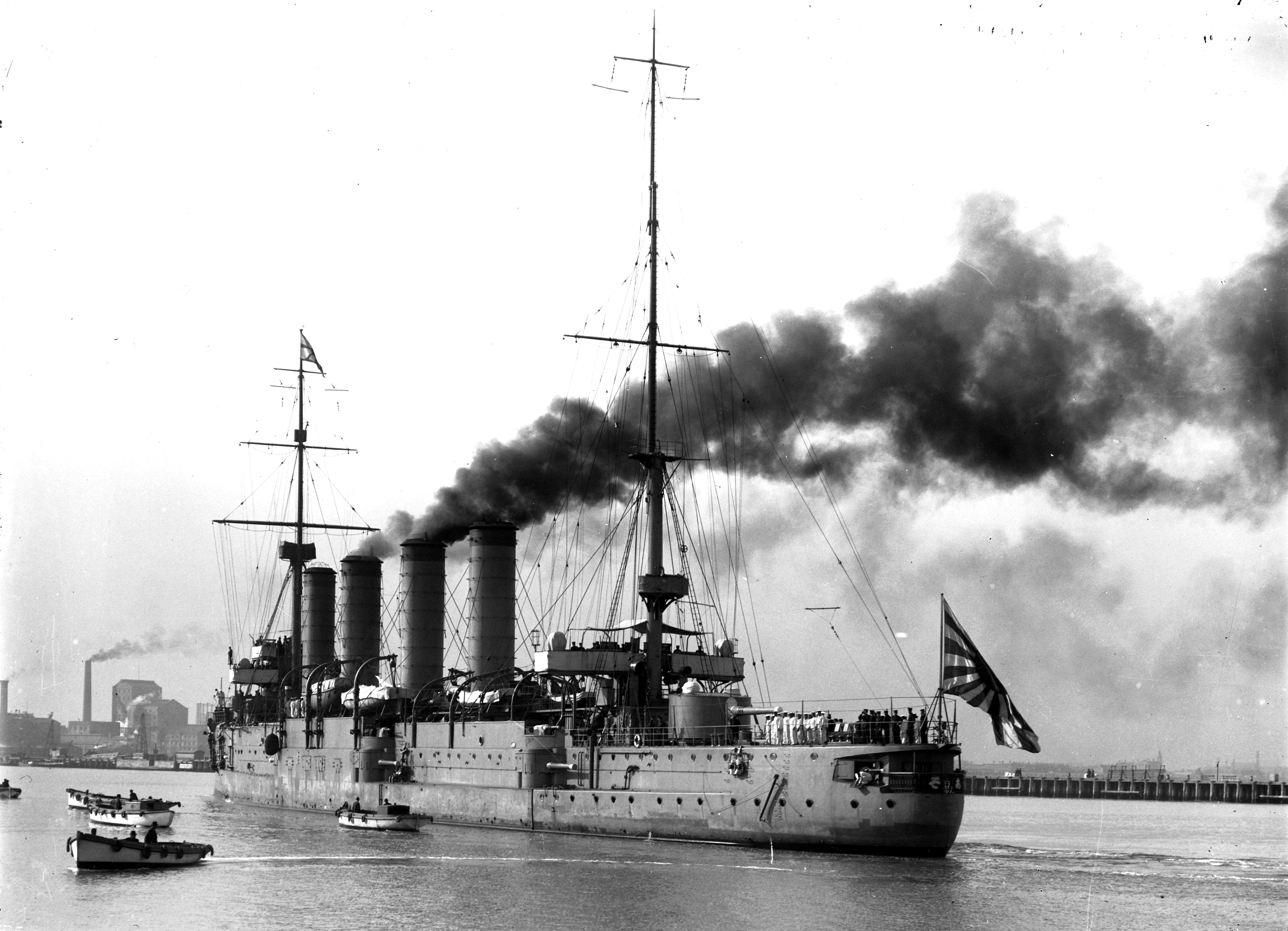
装甲巡洋艦時代の「阿蘇」。
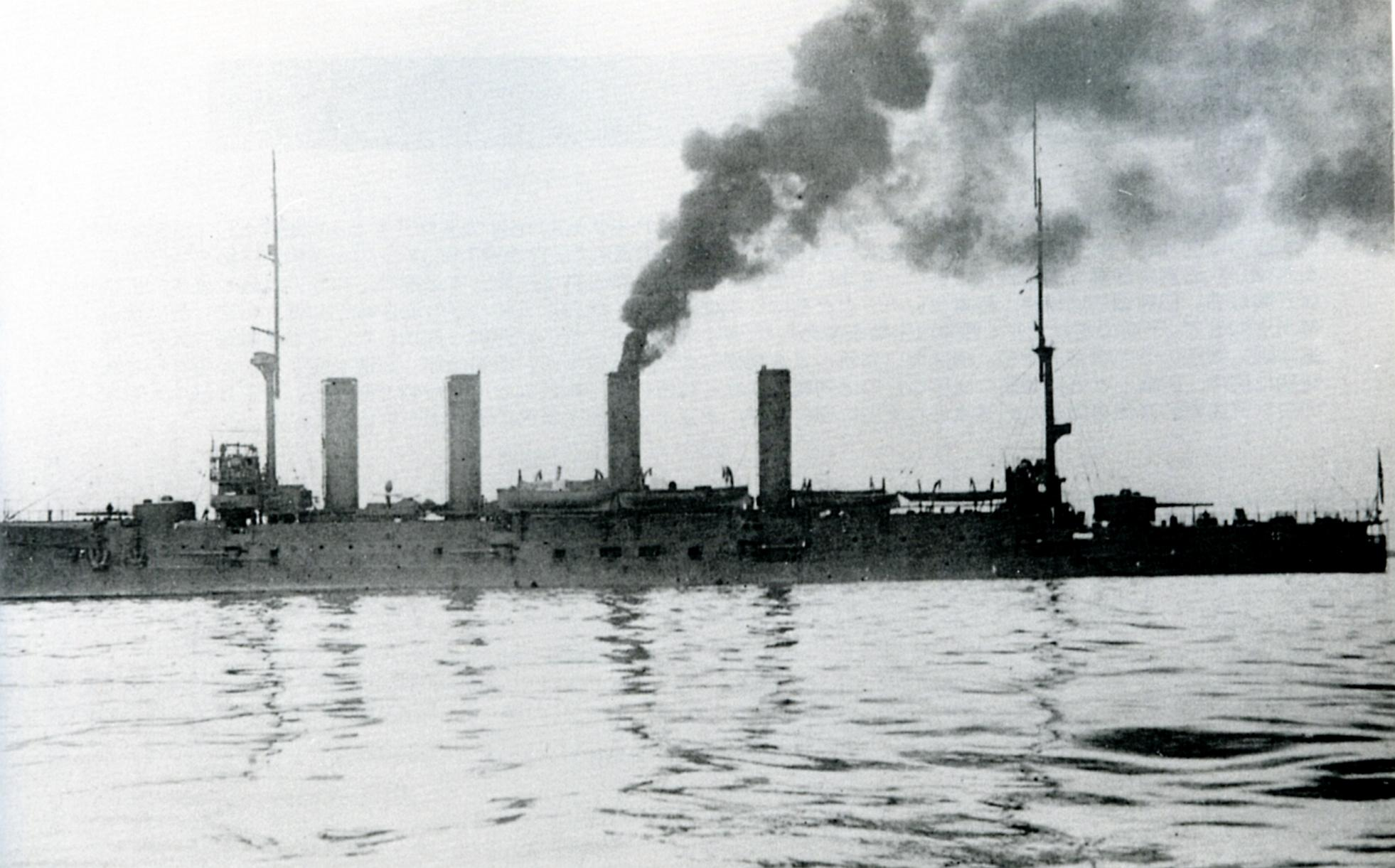
1911年に撮影された「阿蘇」。
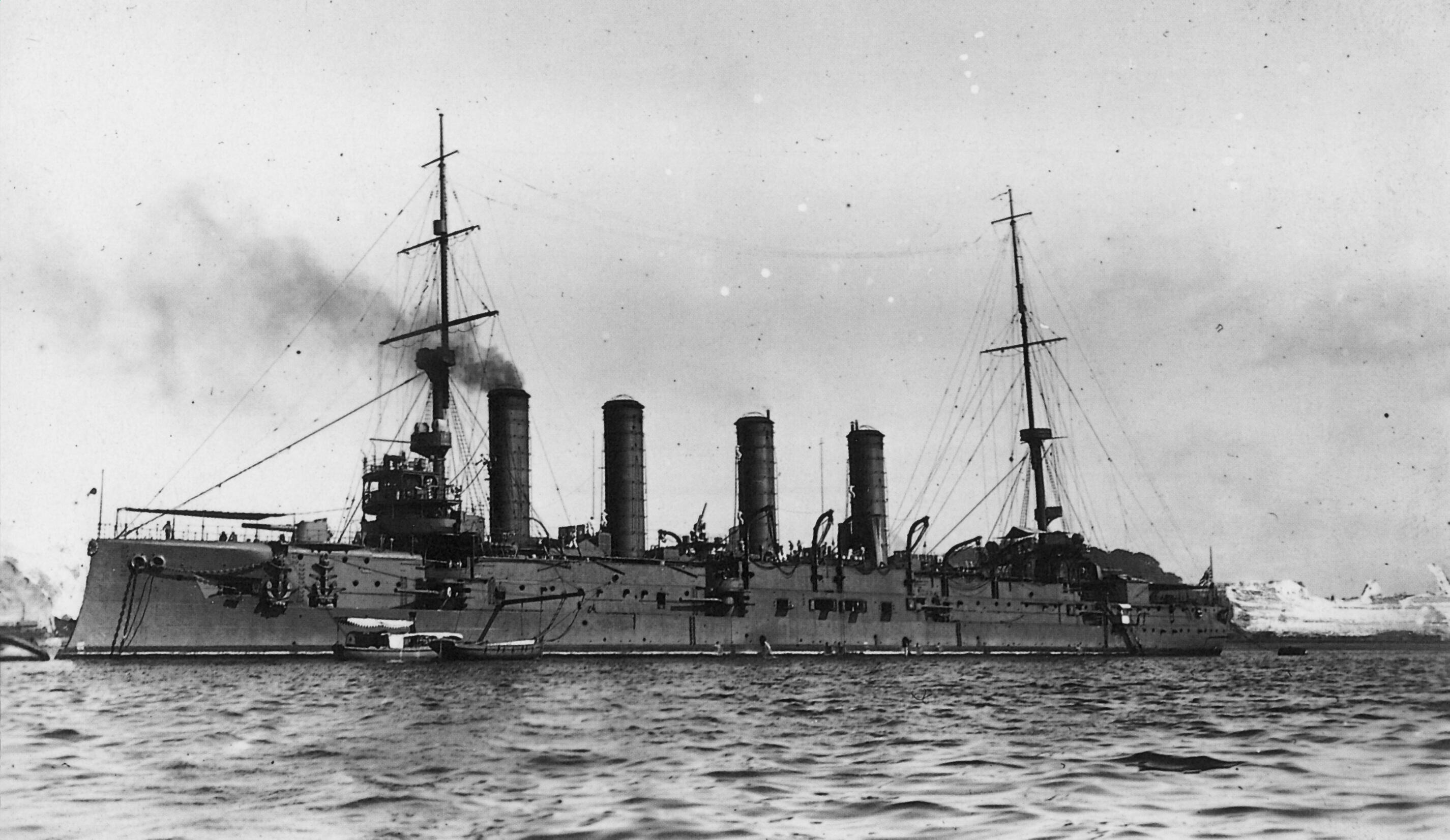
1924年、横須賀にて撮影された「阿蘇」。主砲塔が撤去されるなど、機雷敷設艦への改装工事が施されている。